# Aleksander Tupaj-Isertingen
Aleksander Tupaj-Isertingen (ur. 6 stycznia 1894, zm. 22 października 1979) – podpułkownik uzbrojenia Wojska Polskiego.

## Życiorys
Urodził się 6 stycznia 1894 jako syn Józefa. Jego oddziałem macierzystym był Pułk Armat Polowych Nr 3 w Krakowie, który w 1916 został przemianowany na Pułk Armat Polowych Nr 5, a dwa lata później na Pułk Artylerii Polowej Nr 5. W szeregach tego oddziału walczył na frontach I wojny światowej. Na stopień porucznika został mianowany ze starszeństwem z 1 lipca 1915 w korpusie oficerów artylerii polowej i górskiej.
Po zakończeniu I wojny światowej, jako były oficer c. i k. Armii został przyjęty do Wojska Polskiego z zatwierdzeniem posiadanego stopnia porucznika. Brał udział w wojnie polsko-bolszewickiej. 
8 stycznia 1924 został zweryfikowany w stopniu kapitana ze starszeństwem z dniem 1 czerwca 1919 w korpusie oficerów rezerwowych artylerii. Jako oficer rezerwy zatrzymany w służbie czynnej, pełnił ją w 6 pułku artylerii polowej w Krakowie. 23 sierpnia 1924 roku został przemianowany z dniem 1 lipca 1924 roku na oficera zawodowego w stopniu kapitana ze starszeństwem z dniem 1 czerwca 1919 roku i 59,5. lokatą w korpusie artylerii. 1 grudnia 1924 został mianowany majorem ze starszeństwem z dniem 15 sierpnia 1924 i 25. lokatą w korpusie oficerów artylerii. W dalszym ciągu pełnił służbę w 6 pap. W 1928, 1932 służył w Instytucie Badań Materiałów Uzbrojenia. 29 stycznia 1932 roku został awansowany na podpułkownika ze starszeństwem z dniem 1 stycznia 1932 roku i 2. lokatą w korpusie oficerów uzbrojenia. W marcu 1939 pełnił służbę w Instytucie Technicznym Uzbrojenia na stanowisku kierownika Oddziału Artyleryjskiego.
Po wybuchu II wojny światowej 1939, kampanii wrześniowej i agresji ZSRR na Polskę z 17 września 1939 został aresztowany przez Sowietów. Po 1940 był osadzony w obozie jenieckim NKWD w Griazowcu. Po zwolnieniu służył w kwatermistrzostwie 2 Korpusu Polskiego na stanowisku szefa służby technicznego uzbrojenia.
21 sierpnia 1956 otrzymał brytyjskie obywatelstwo.
Zmarł 22 października 1979.

## Ordery i odznaczenia
- Krzyż Walecznych
- Złoty Krzyż Zasługi (19 marca 1937)[23][24]
- Krzyż Zasługi Wojskowej 3 klasy z dekoracją wojenną i mieczami (Austro-Węgry)[25]
- Signum Laudis Srebrny Medal Zasługi Wojskowej z mieczami na wstążce Krzyża Zasługi Wojskowej (Austro-Węgry)[25]
- Signum Laudis Brązowy Medal Zasługi Wojskowej z mieczami na wstążce Krzyża Zasługi Wojskowej (Austro-Węgry)[25]
- Krzyż Wojskowy Karola (Austro-Węgry)[25]